# Selaginella cristalensis
Selaginella cristalensis är en mosslummerväxtart som beskrevs av Shelton och Caluff. Selaginella cristalensis ingår i släktet mosslumrar, och familjen mosslummerväxter. Inga underarter finns listade i Catalogue of Life.